# ألفرد بنيامين
ألفرد بنيامين (بالألمانية: Alfred Benjamin)‏ هو نقابي ألماني، ولد في 8 يناير 1911 في إلبرفيلد في ألمانيا، وتوفي في 1 سبتمبر 1942 في فرنسا.